# ヘンリー・アランデル (第6代ウォードーのアランデル男爵)
第6代ウォードーのアランデル男爵ヘンリー・アランデル（英語: Henry Arundell, 6th Baron Arundell of Wardour、1694年10月4日 – 1746年6月30日）は、イングランド貴族。

## 生涯
第5代ウォードーのアランデル男爵ヘンリー・アランデルとエリザベス・パントン（Elizabeth Panton、1700年5月9日没、トマス・パントンの娘）の息子として、1694年10月4日に生まれた。
1726年4月20日に父が死去すると、ウォードーのアランデル男爵の爵位を継承した。
1746年6月30日にリッチモンドで死去、7月17日にティスベリーで埋葬された。1人目の妻との間の息子ヘンリーが爵位を継承した。

## 家族
1716年9月28日以降、エリザベス・エレノア・エヴェラード（Elizabeth Eleanor Everard、1697年1月1日洗礼 – 1728年5月22日、レイモンド・エヴェラードの娘）と結婚、3男をもうけた。
- ヘンリー（1717年 – 1756年） - 第7代ウォードーのアランデル男爵
- レイモンド・トマス（1768年5月11日没） - 1760年5月19日、メアリー・ポーター（Mary Porter、1799年9月14日没、ジョン・ポーターの娘）と結婚
- ジェームズ・エヴェラード（1803年3月20日没） - 1751年6月24日、アン・ウィンダム（Anne Wyndham、1796年4月10日没、ジョン・ウィンダムの娘）と結婚、子供あり。第9代ウォードーのアランデル男爵ジェームズ・エヴェラード・アランデルの父。男系子孫に第14代ウォードーのアランデル男爵エドガー・クリフォード・アランデルと第15代ウォードーのアランデル男爵ジェラルド・アーサー・アランデルがいる

1729年1月18日以降、アン・ハーバート（Anne Herbert、1757年10月2日没、第2代ポウィス侯爵ウィリアム・ポウィスの娘）と再婚した。